# Katherine Moennig

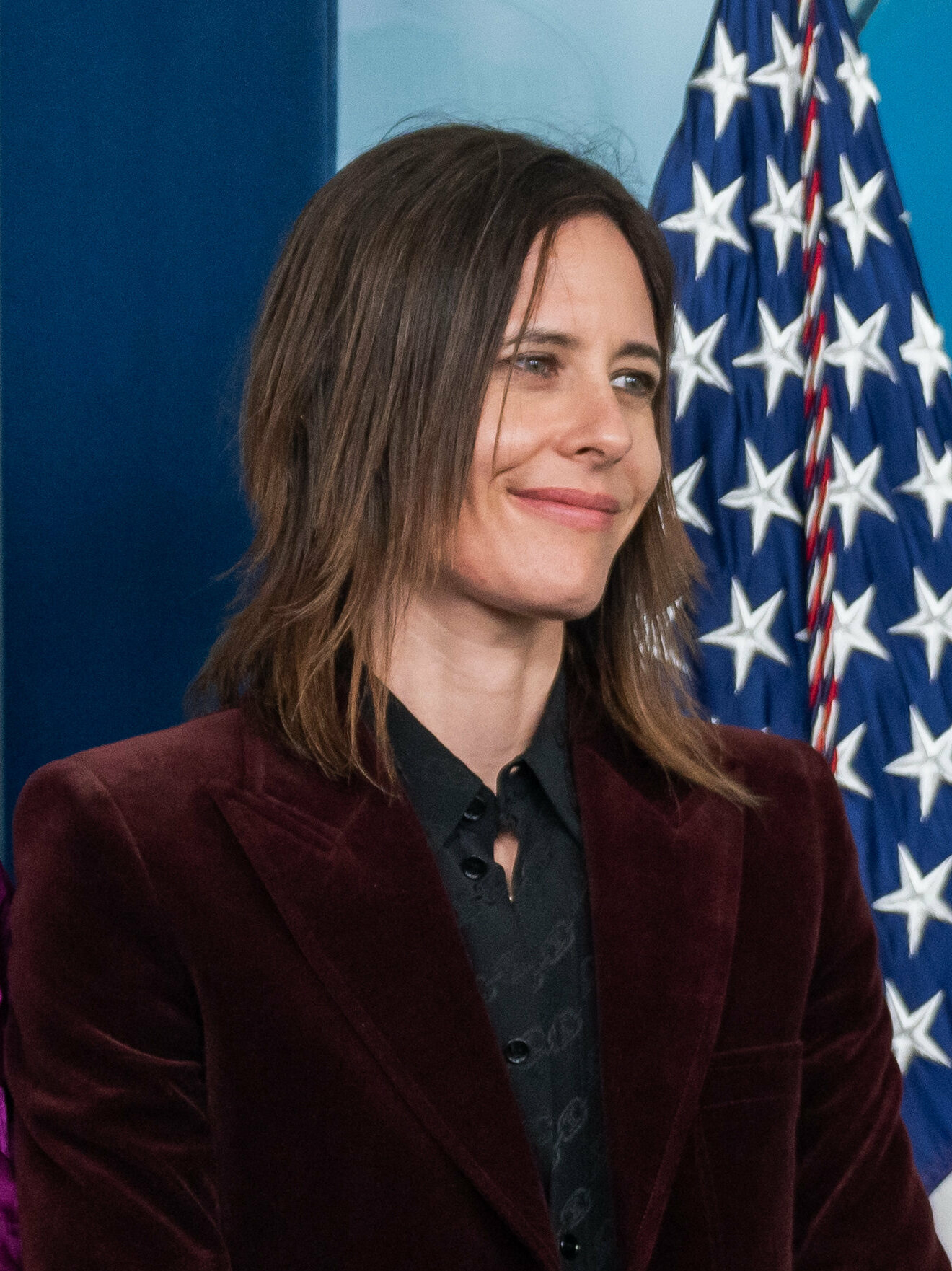
Katherine Moennig, 2023

Katherine Sian Moennig (* 29. Dezember 1977 in Philadelphia, Pennsylvania) ist eine US-amerikanische Schauspielerin.

## Leben
Moennig stammt aus einer bekannten Künstlerfamilie in Hollywood. Ihre Mutter Mary Zahn ist eine ehemalige Broadway-Tänzerin, die in Filmen wie Funny Girl und Thoroughly Modern Millie mitwirkte; ihr Vater William H. Moennig hatte eine Geigenbauwerkstatt und ihr Großvater William Moennig stammt aus der deutschen Stadt Markneukirchen. Sie ist die Cousine von Oscar-Preisträgerin Gwyneth Paltrow, ihr Onkel ist der Filmproduzent Bruce Paltrow, ihre Tante die Schauspielkollegin Blythe Danner. Moennigs Schauspielkarriere begann 1987 bei einem Theaterworkshop für Kinder. Sie schrieb eine improvisierte Fassung von Winnie the Pooh, die anschließend unter ihrer Leitung und Mitwirkung an der Philadelphia Free Library aufgeführt wurde. Nach ihrem Highschool-Abschluss ging sie nach New York City und machte dort ihren Abschluss an der American Academy of Dramatic Art. Zwei Monate später begann sie eine Ausbildung im Backstage-Bereich des Williamstown Theatre Festival. Sie übernahm dort eine Komparsenrolle bei Gwyneth Paltrows Bühnendebüt in William Shakespeares Wie es euch gefällt.
Moennig gab 1999 ihr Fernsehdebüt in dem Teenager-Drama Young Americans, einem Ableger von Dawson’s Creek. Sie spielte die Rolle der Jacqueline „Jake“ Pratt, die sich als Junge ausgibt, um einen Platz an einer angesehenen Schule in Neuengland zu bekommen.
Ebenfalls 1999 sprach Moennig für die weibliche Hauptrolle in Boys Don’t Cry vor, die allerdings an Hilary Swank ging. 2001 hatte sie eine kleine Rolle in Lasse Hallströms Schiffsmeldungen, es folgten Rollen in Love The Hard Way und Invitation to a Suicide. Von 2004 bis 2009 war Moennig in einer Hauptrolle in der US-Fernsehserie The L Word – Wenn Frauen Frauen lieben zu sehen, sie spielte die androgyne lesbische Haarstylistin Shane McCutcheon.
2007 erschien eine 35-minütige Dokumentation mit Moennig unter dem Titel My Address: A Look at Gay Youth Homelessness in Zusammenarbeit mit dem Hetrick-Martin-Institute (HMI), Regie: Gigi Nicolas. 2009 spielte Moennig die Rolle der Dr. Miranda Foster in der CBS-Serie Three Rivers Medical Center, die nach einer Staffel mit 13 Episoden eingestellt wurde. 2010 spielte Moennig eine Tätowier-Künstlerin in der Serie Dexter. 2011 spielte sie in Der Mandant neben Matthew McConaughey, Marisa Tomei, Ryan Phillippe und William H. Macy eine kleine Rolle einer drogenabhängigen Prostituierten namens Gloria.

## Filmografie (Auswahl)

### Filme
- 2000: The Ice People (Kurzfilm)
- 2001: Slo-Mo (Kurzfilm)
- 2001: Love the Hard Way
- 2001: Schiffsmeldungen (The Shipping News)
- 2004: Invitation to a Suicide
- 2006: Art School Confidential
- 2009: Everybody’s Fine
- 2010: Lez Chat (Kurzfilm)
- 2011: Der Mandant (The Lincoln Lawyer)
- 2012: Gone
- 2014: Default
- 2016: My Dead Boyfriend
- 2017: Lane 1974
- 2022: Ray Donovan: The Movie (Fernsehfilm)
- 2023: Squealer – The Serial Killer (Squealer)

### Fernsehserien
- 2000: Rawley High – Das erste Semester (Young Americans, 8 Episoden)
- 2001: Law & Order (Episode 12x03)
- 2003: Law & Order: Special Victims Unit (Episode 4x21)
- 2004–2009: The L Word – Wenn Frauen Frauen lieben (The L Word, 71 Episoden)
- 2008: CSI: Miami (Episode 6x19)
- 2009–2010: Three Rivers Medical Center (Three Rivers, 13 Episoden)
- 2010: Dexter (Episode 5x05)
- 2013–2019: Ray Donovan (65 Episoden)
- 2019: Grown-ish (8 Episoden)
- 2019–2023: The L Word: Generation Q (28 Folgen, auch Regie Episode 3x09)
- 2024: No Good Deed (Serie) (3 Folgen)

### Moderation
- 2006: GLAAD Media Award